# 코시-리만 방정식
복소해석학에서 코시-리만 방정식(-方程式, 영어: Cauchy–Riemann equations)은 열린 집합에서 정의된 복소함수가 정칙함수일 필요충분조건인 연립 편미분 방정식이다.

## 정의
평면에서 정의된 두 실함수 {\displaystyle u}, {\displaystyle v} 에 대한 코시-리만 방정식은 다음과 같다.
{\displaystyle {\partial u \over \partial x}={\partial v \over \partial y}}
{\displaystyle {\partial u \over \partial y}=-{\partial v \over \partial x}}

## 정칙성과의 관계
복소 평면 위의 열린 집합 {\displaystyle U\subset \mathbb {C} } 위의 함수 {\displaystyle u,v\colon U\to \mathbb {R} }가 다음을 만족시킨다고 하자.
- {\displaystyle \partial u/\partial x}, {\displaystyle \partial u/\partial y}, {\displaystyle \partial v/\partial x}, {\displaystyle \partial v/\partial y}가 모두 존재한다.
- {\displaystyle u+iv\colon U\to \mathbb {C} }는 연속 함수이다.

루만-멘코프 정리(Looman-Menchoff theorem)에 따르면 다음 두 조건이 서로 동치이다.:p. 7
- {\displaystyle u}와 {\displaystyle v}는 {\displaystyle U} 위에서 코시-리만 방정식을 만족시킨다.
- {\displaystyle u+iv\colon U\to \mathbb {C} }는 {\displaystyle U} 위에서 정칙함수이다.

반면, 예를 들어 함수
{\displaystyle z\mapsto {\begin{cases}\exp(-z^{-4})&z\neq 0\\0&z=0\end{cases}}}
는 복소 평면 전체에서 코시-리만 방정식을 만족시키지만, {\displaystyle z=0}에서 연속 함수가 아니므로 {\displaystyle z=0}에서 정칙 함수가 아니다.

## 역사와 어원
오귀스탱 루이 코시와 베른하르트 리만의 이름을 땄다. 역사적으로, 장 르 롱 달랑베르가 1752년 유체역학을 연구하면서 처음 발견하였다. 이후 레온하르트 오일러가 이 방정식과 해석함수와의 관계를 연구하였다.
코시는 그의 함수론을 체계화하면서 이 방정식을 사용하였고,:319–506 리만은 박사 학위 논문에서 코시-리만 방정식을 다뤘다.

## 같이 보기
- 모레라 정리